# Gaetano Gaspari

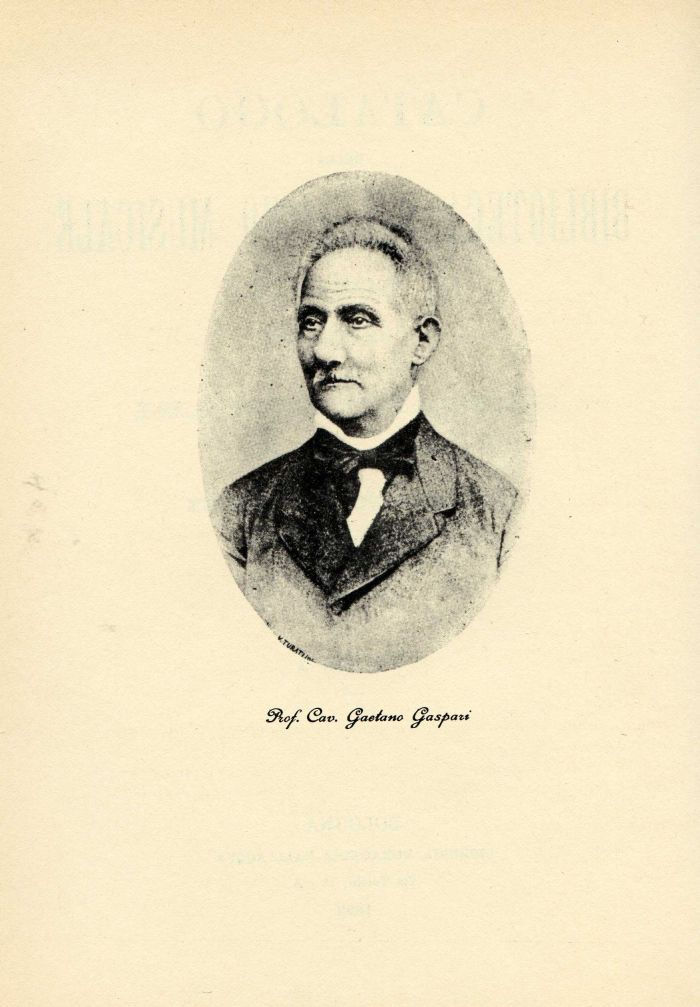
Gaetano Gaspari

Gaetano Gaspari (* 14. März 1807 in Bologna; † 31. März 1881 ebenda) war ein italienischer Musikforscher und Bibliothekar.

## Leben
Gaetano Gaspari wurde 1820 Schüler des Liceo musicale Bologna, speziell Benedetto Donellis. 1827 erhielt er den ersten Kompositionspreis und wurde 1828 städtischer Kapellmeister in Cento sowie 1836 Kapellmeister an der Kathedrale von Imola. Auf Wunsch seines Lehrers Donelli gab er diese Stelle jedoch auf, um diesem in seinem Lehrberuf Beistand zu leisten.
Nach Donellis Tod nahm er 1840 eine Gesangsprofessur am Lyceum an. 1855 wurde er Konservator der durch ihren Reichtum an Inkunabeln des Musikdrucks berühmten Bibliothek des Lyceums und 1857 Kapellmeister an der Kirche San Petronio. 1866 zum Mitglied der königlichen Deputation zur Erforschung der Geschichte der Romagna erwählt, widmete er sich unter Aufgabe seines Kapellmeisterpostens nun gänzlich historischen und bibliographischen Studien, die ihn in den engsten wissenschaftlichen Verkehr mit allen Musikhistorikern des In- und Auslandes brachten.
Bis jetzt sind nur die Früchte von Gasparis Studien in Bezug auf das 14.–16. Jahrhundert zugänglich (in den Berichten der genannten Deputation); einen zweiten, das 17. Jahrhundert behandelnden Teil dieser Studien, hinterließ G. druckfertig.